# Peter Huchel
Peter Huchel, pseudonimo di Helmut Huchel (Berlino, 3 aprile 1903 – Staufen im Breisgau, 30 aprile 1981), è stato uno scrittore tedesco.

## Biografia
Nel primo dopoguerra trovò impiego come caporedattore della radio di Berlino Est e della rivista Sinn und Form; nel 1962 fu costretto a dimettersi. Lasciò la DDR nel 1971.
Nel 1980 vinse il premio Reinhold-Schneider-Preis nel settore letteratura.
Huchel fu grande descrittore di scene di vita del popolo, che coniugò con una spiccata liricità.

## Opere
- (DE)  Gedichte (1948)
- (DE)  Chausseen, Chausseen. Gedichte (1963)
- (DE)  Die Sternenreuse. Gedichte 1925-1947 (1968)
- (DE)  Gezählte Tage. Gedichte (1972)
- (DE)  Die neunte Stunde. Gedichte (1979)
- (DE)  Gesammelte Werke (1984)
- (DE)  Wie will man da Gedichte schreiben. Briefe 1925-1977 (2000)